# Терезина
Терезина (порт. Teresina) град је у Бразилу у савезној држави Пјауи. Према процени из 2007. у граду је живело 778.341 становника.

## Становништво
Према процени из 2007. у граду је живело 778.341 становника.
| 1991.   | 2000.   |
| ------- | ------- |
| 599.272 | 715.360 |